# Irving (Nueva York)
Irving es un área no incorporada (o conocidas como aldea) ubicada en el condado de Chautauqua en el estado estadounidense de Nueva York. Irving se encuentra ubicada dentro del pueblo de Hanover.

## Geografía
Irving se encuentra ubicada en las coordenadas 42°34′03″N 79°06′46″O / 42.56750, -79.11278.